# Medizinische Universität Graz

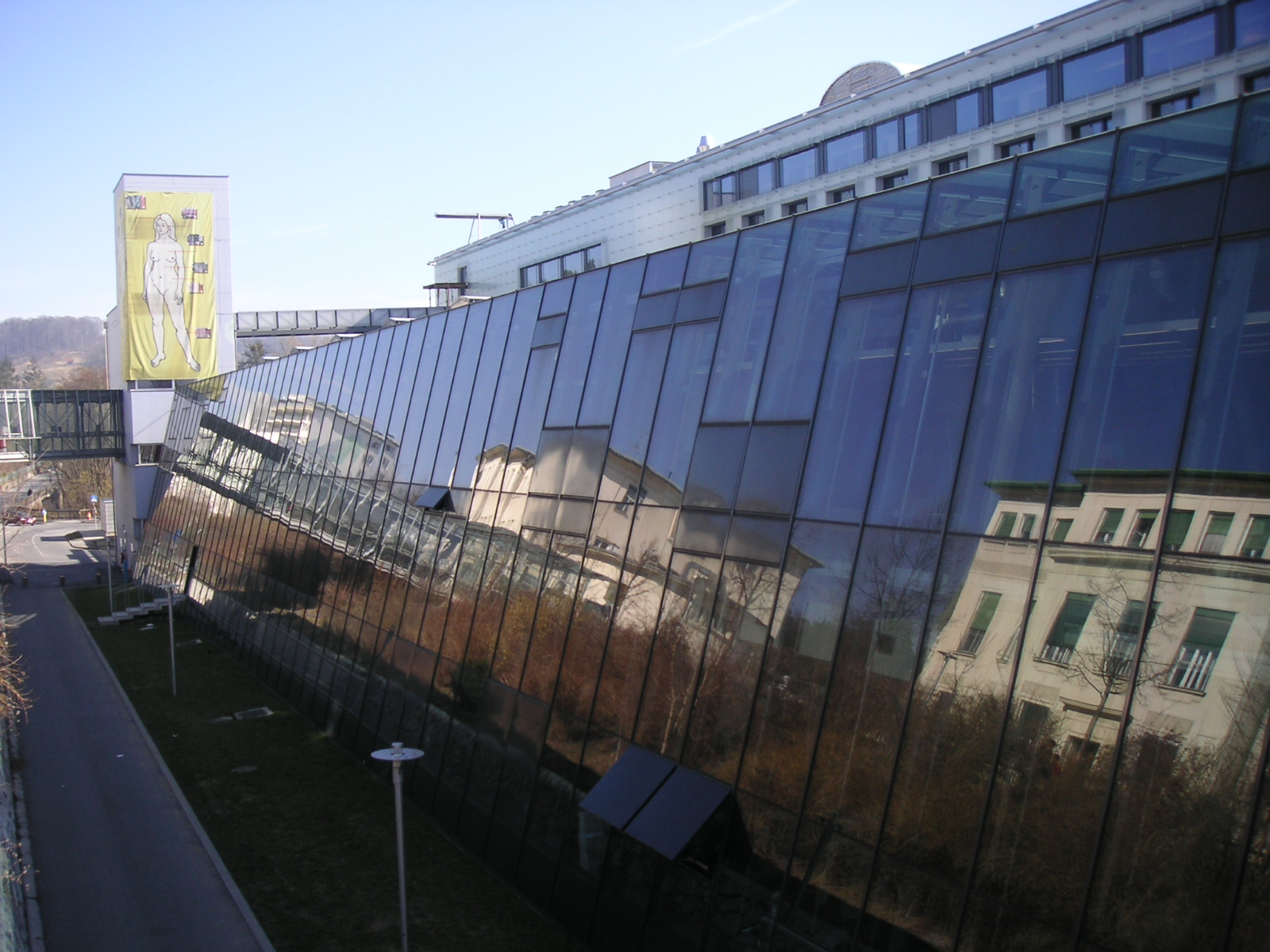
Centret för medicinsk forskning vid Medizinische Universität Graz.

Medizinische Universität Graz ("Medicinska universitetet i Graz") är ett universitet i Graz i Österrike. Den medicinska fakulteten vid Universität Graz grundades 1863 av Frans Josef I. Fakulteten blev 2004 ett oberoende universitet. Universitetssjukhuset Landeskrankenhaus – Universitätsklinikum Graz är knutet till universitetet.